# Episodi di Arsenio Lupin (seconda stagione)
La seconda e ultima stagione di Arsenio Lupin, composta da 13 episodi, viene trasmessa dal 18 dicembre 1973 al 16 febbraio 1974 su Deuxième chaîne de l'ORTF. In Italia è stata trasmessa sul Programma Nazionale dal 13 maggio al 18 ottobre 1975.
| nº | Titolo originale                | Titolo italiano                  | Prima TV Francia | Prima TV Italia   |
| -- | ------------------------------- | -------------------------------- | ---------------- | ----------------- |
| 1  | Herlock Sholmes lance un défi   | Herlock Sholmes lancia una sfida | 18 dicembre 1973 | 6 settembre 1975  |
| 2  | Arsène Lupin prend des vacances | Arsenio Lupin va in vacanza      | 20 dicembre 1973 | 13 maggio 1975    |
| 3  | Les mystères de Gevres          | Il mistero di Gesvres            | 22 dicembre 1973 | 20 maggio 1975    |
| 4  | Le secret de l'aiguille         | Il segreto della roccia          | 25 dicembre 1973 | 27 maggio 1975    |
| 5  | L'homme au chapeau noir         | L'uomo dal cappello nero         | 27 dicembre 1973 | 3 giugno 1975     |
| 6  | L'écharpe de soie rouge         | La sciarpa di seta rossa         | 29 dicembre 1973 | 10 giugno 1975    |
| 7  | La demeure mystérieuse          | La dimora misteriosa             | 5 gennaio 1974   | 13 settembre 1975 |
| 8  | Les huit coups de l'horloge     | Gli otto colpi dell'orologio     | 12 gennaio 1974  | 17 giugno 1975    |
| 9  | La dame au chapeau à plumes     | Il cappellino con le piume       | 19 gennaio 1974  | 20 settembre 1975 |
| 10 | La danseuse de Rottenburg       | La ballerina di Rottenburg       | 26 gennaio 1974  | 27 settembre 1975 |
| 11 | Le film révélateur              | Il film rivelatore               | 2 febbraio 1974  | 4 ottobre 1975    |
| 12 | Double jeu                      | Doppio gioco                     | 9 febbraio 1974  | 11 ottobre 1975   |
| 13 | Le coffre-fort de Madame Imbert | La cassaforte di Madame Imbert   | 16 febbraio 1974 | 18 ottobre 1975   |

## Herlock Sholmes lancia una sfida
- Titolo originale: Herlock Sholmes lance un défi
- Diretto da: Jean-Pierre Desagnat
- Scritto da: Claude Brulé

### Trama
Lupin, con l'aiuto della sua complice Nathalie riesce a vendicare sua madre, che era stata disprezzata dai Dreux-Subise, rubando loro la collana della regina. Il conte chiama Herlock Sholmes che riesce a chiarire questo mistero. A quel punto il ladro gentiluomo lancia una sfida alle autorità e al detective: riuscire a snidarlo da un castello in cui lui si rinchiuderà. Sholmes, Guerchard e un generale dell'esercito saranno rivali in questa contesa, ma si ostacoleranno a vicenda permettendo al ladro di sfuggirgli.

## Arsenio Lupin va in vacanza
- Titolo originale: Arsénie Lupin prend des vacances
- Diretto da: Jean-Pierre Desagnat
- Scritto da: Nathan Grigorieff

### Trama
Lupin passeggia in compagnia di una donna sulle spiagge di Ètretat, fino a quando un uomo cade dalla scogliera e muore. Si tratta di Paul Lenormand, ispettore di polizia. Lupin allora assume l'identità del defunto, e si attira la gelosia di Guerchard. Lenormand viene nominato responsabile per la sicurezza di una mostra d'arte Maya della quale il principale donatore è il ricco uomo d'affari Keselbach. Una mattina, Keselbach viene ritrovato cadavere, vittima di un omicidio. Lupin indaga. Chi è l'assassino, la moglie di Keselbach o il suo segretario?

## Il mistero di Gesvres
- Titolo originale: Le Mystère de Gesvres
- Diretto da: Jean-Pierre Desagnat
- Scritto da: Albert Simonin

### Trama
Nel cuore della notte, una coppia di coniugi si sveglia sentendo dei rumori sospetti, e scoprono Lupin uscire silenzioso da una delle stanze, trovando il conte de Gevres svenuto e il cadavere del suo segretario.

## Il segreto della roccia
- Titolo originale: Le Secret de l'aiguille
- Diretto da: Jean-Pierre Desagnat
- Scritto da: Albert Simonin

### Trama
Lupin si reca a Londra per rubare i gioielli della corona e la pergamena di Guglielmo il Conquistatore. Herlock Sholmes è chiamato a indagare con l'aiuto del commissario Guechard e anche Isidore Beautrelet è incuriosito da questa vicenda e segue a sua volta le orme del segreto di Guglielmo il Conquistatore.

## L'uomo dal cappello nero
- Titolo originale: L'homme au chapeau noir
- Diretto da: Jean-Pierre Desagnat
- Scritto da: Claude Brulé

### Trama
Lupoin organizza il proprio funerale per non essere più ricercato, e l'idea funziona così bene che una grande folla si raduna alle esequie; tra di loro anche Herlock Sholmes con l'amico Wilson e Guerchard travestito (affinché non si parli male di lui). Ora, per tutti Arsenio Lupin è morto e sepolto, ma in realtà si nasconde sotto falso nome di Davenac.
Giorni dopo Lupin è avvicinato dalla giovane Catherine, inviata dalla sua vecchia fiamma la contessa Natasha; Catherine è perseguitata da una figura misteriosa, uno sconosciuto con il cappello nero che appare nella sua tenuta, e sta lentamente convincendosi di essere impazzita. Natasha l'ha convinta a chiedere aiuto a Lupin.
Il ladro gentiluomo accompagna Catherine alla sua tenuta nel nord della Francia, indagando sul posto e sugli abitanti. il vecchio proprietario, padre di Catherine e di sua sorella, era un uomo eccentrico e misterioso che aveva una fonte di reddito ignota; parlando con sorella e cognato Lupin scopre che nei tempi antichi il posto era famoso perché qui soggiornò per qualche tempo Tito Labieno; costui fu uno dei luogotenenti di Gaio Giulio Cesare nelle sue campagne militari in Gallia. In seguito Catherine spiega che il padre ha diviso la terra della proprietà in due parti assegnandone ciascuna ad una figlia; ma curiosando nella proprietà Lupin nota che il confine non è più nello stesso posto (era delimitato da un albero che pare non essere più al suo posto).
Il ladro comincia ad intuire cosa è successo e si fa aiutare nientemeno che da Guerchard (ignaro della sua identità); intanto scopre che nel fiume che scorre nel terreno ci sono tracce di oro, e capisce il movente dietro alle apparizioni misteriose dell'uomo dal cappello nero; l'ispettore rintraccia il giardiniere (partito da tempo) e scopre che è stato pagato per spostare l'albero che segnava il confine; il poliziotto va alla villa e smaschera i due colpevoli, cioé la sorella e il cognato di Catherine; essi avevano capito dove il padre prendesse le sue ricchezze (il vecchio aspettava le piene regolari del fiume che portavano l'oro nel corso d'acqua); ma il testamento assegnava la porzione di terreno col fiume a Catherine, tagliandoli fuori dalla ricchezza; così hanno fatto spostare l'albero indicatore e inscenato le apparizioni dell'uomo misterioso per convincere tutti che Catherine stesse impazzendo.
Più tardi Lupin spiega a Catherine le parti mancanti della storia; quando ci fu la rivolta delle tribù galliche, Tito Labieno dovette partire in fretta e furia dalla regione, così fu costretto a lasciare una grande quantità di oro e gioielli per viaggiare leggero; nascose il tesoro in una grotta e partì pensando di recuperare il tesoro in seguito; non poteva sapere che dopo la conquista della Gallia Cesare avrebbe iniziato la resa dei conti con Gneo Pompeo arrivando alla guerra civile, e che egli stesso sarebbe passato con Pompeo. Ora Catherine potrà recuperare il tesoro in una sola volta, mentre il padre era costretto ad aspettare la piena del fiume.

## La sciarpa di seta rossa
- Titolo originale: L'écharpe de soie rouge
- Diretto da: Jean-Pierre Desagnat
- Scritto da: Claude Brulé

### Trama
Jenny Saphir, una ballerina nonché proprietaria di un magnifico zaffiro e vecchia fiamma di Arsenio, si sposa con un milionario, ma Lupin la trova per offrirle un aiuto che le serve.

## La dimora misteriosa
- Titolo originale: La demeure mystérieuse
- Diretto da: Jean-Pierre Desagnat
- Scritto da: George Berlot

### Trama
Lupin mette tutto il suo talento al lavoro per rubare l'ultima creazione di un noto gioielliere: un vestito con dieci milioni di diamanti, ma quando arriva lì scopre che una modella viene rapita e l'abito è scomparso. Le indagini del ladro e della polizia portano ad un uomo che sembra innocente, nonostante la modella riconosca una camera della casa dove è stata tenuta. Alla fine Lupin scoprirà che il rapimento era stato organizzato da una donna anziana e da suo figlio, che avevano portato la modella in casa del sospettato proprio per accusarlo e vendicarsi di un torto commesso da un suo antenato ai danni di un loro antenato. Comunque l'uomo non sporgerà denuncia. Lupin riuscirà all'ultimo momento a rubare i diamanti, praticamente sotto gli occhi del gioielliere.

## Gli otto colpi dell'orologio
- Titolo originale: Les Hiut coups de l'horloge
- Diretto da: Jean-Pierre Desagnat
- Scritto da: Robert Scipion

### Trama
Lupin, sotto il falso nome del principe Paul Sermine, trascorre del tempo con uno dei suoi amici, una cugina e una nipote di quest'ultimo. Durante la permanenza aiuta la ragazza a venire a capo di un mistero, che lo zio usa per tenerla vicina senza lasciarla andare. Lupin scopre che in una torre ci sono due cadaveri rimasti da anni: sono la moglie del padrone di casa e l'amante di lei, uccisi dal marito per gelosia. Facendo leva su questa rivelazione Lujpin otterrà di poter portare la giovane via. Il ladro gentiluomo deve però vedersela anche con uno spasimante della ragazza, che per sbarazzarsi di lui non esita a sparargli, sfidarlo a duello con la spada, e bucare una ruota dell'auto (che però è la sua, uguale a quella di Lupin).

## Il cappellino con le piume
- Titolo originale: La Dame au chapeau à plumes
- Diretto da: Wolf Dietrich
- Scritto da: Rolf Becker, Alexandra Becker e Jacques-Roger Nanot

### Trama
Lupin esce soddisfatto da una serata al casinò di Baden-Baden, ma viene coinvolto da un incidente stradale. Si sveglia in un letto d'ospedale, senza alcun ricordo di chi sia o cosa sia successo. La polizia ha trovato addosso banconote contraffatte e quattro passaporti con nomi diversi, ed è sospettato di essere a capo del traffico di denaro falso ed è sotto stretta osservazione.

## La ballerina di Rottenburg
- Titolo originale: La danseuse de Rottenburg
- Diretto da: Fritz Umgelter
- Scritto da: Rolf Becker, Alexandra Becker e Gérôme Grésy

### Trama
Durante una battuta di caccia nei pressi di Rothenburg ob der Tauber Lupin salva una donna in difficoltà, Adeline, che sta cercando di saltare da un ponte ferroviario, poi gli confida del dipinto di grande valore, che è stato appena rubato. Lupin decide di aiutarla, indagando sul furto.
La ragazza è stata truffata da una banda di ladri che imbroglia i proprietari di opere importanti, li sotituisce con copie e poi rivende gli originali a ricchi collezionisti per un prezzo molto superiore; Lupin indaga su di loro con l'aiuto di un complice locale e scopre che sono guidati da una donna molto astuta; costei è in trattative con un ricco affarista sudamericano, Sebastiano Sparmiento, per il quadro sottratto a Adeline. Lupin si spaccia per l'anziano Sparmiento, dopo aver fatto ritardare il suo arrivo dal complice, e acquista il quadro; tuttavia pretende dall'assicuratore (complice della banda) di essere risarcito immediatamente in caso di furto; poi dà una piccola festa nei panni di Sparmiento, incaricando Grognard di piazzare una bomba. Quando l'ordigno (finto) viene scoperto, Lupin spegne la miccia con lo champagne e si guadagna l'ammirazione della folla di invitati; ciò era il diversivo per far sparire il quadro; denunciato il furto, Lupin viene risarcito sull'unghia e conserva comunque il quadro.
Giorni dopo, Lupin incontra Sparmiento, scoprendo con stupore che l'anziano riccone è invece molto giovane; costui gli spiega che a volte viene confuso con il padre Sebastiano Sparmiento senior; Lupin gli vende il quadro e viene a sapere che una ragazza, ovvero Adeline, aveva già tentato di vendergli il falso, ma l'uomo se ne è innamorato e le ha chiesto di sposarlo; Sparmiento junior acquista comunque il quadro come regalo per lei; chiama Adeline e la porta a vedere il quadro, ma Lupin si è già allontanato, lasciando il quadro (e i soldi) come dono di nozze.

## Il film rivelatore
- Titolo originale: Le film révélatur
- Diretto da: Fritz Umgelter
- Scritto da: Rolf Becker, Alexandra Becker e Jacques-Roger Nanot

### Trama
Un famoso attore hollywoodiano, si reca in Germania per girare un film prodotto da un uomo d'affari tedesco, ma non è entusiasta dell'idea di partecipare a questo nuovo film e all'inaugurazione che si terrà in onore dei gioielli della moglie dell'uomo d'affari, e chiede aiuto a Lupin di rubare i gioielli.

## Doppio gioco
- Titolo originale: Double jeu
- Diretto da: Fritz Umgelter
- Scritto da: Rolf Becker, Alexandra Becker e Georges Berlot

### Trama
Su una strada di campagna, una giovane donna rischia di tamponare la macchina di Lupin, appena ripresa, arriva un ispettore e chiede alla giovane di tornare a casa accompagnata e Lupin li segue.

## La cassaforte di Madame Imbert
- Titolo originale: Le coffre-fort de Madame Imbert
- Diretto da: Jean-Pierre Desagnat
- Scritto da: Albert Simonin

### Trama
Grognard assiste ad una scena anomala, una signora dall'aspetto borghese deruba un vecchio cieco che sta chiedendo l'elemosina. Lupin decide di seguirla, e scopre che la donna, madame Imbert, è una persona egoista e prepotente perfino verso il marito. Decide di darle una lezione: mette in piedi una truffa, fingendo che la donna abbia ereditato. Madame Imbert si abitua rapidamente alla vita da ricca, poi però sarà ingannata e derubata da Lupin. Per finire, il ladro gentiluomo comprerà un cane per ciechi al vecchio; quando Grognard chiede perché si è imbarcato in una impresa che non gli ha fatto guadagnare niente (anzi ha speso più di quanto ha recuperato), Lupin risponderà che gli piace la musica suonata dal cieco (una versione strumentale della sigla di coda del telefilm).